# Sandy Alomar Jr.
Santos "Sandy" Alomar Jr. Velázquez (18 de junio de 1966) es un exjugador profesional de béisbol Puertorriqueño. Jugó en las Grandes Ligas como receptor entre 1988 y 2007, sobre todo como miembro de los Cleveland Indians donde fue seis veces jugador All-Star y ganó dos banderines de la Liga Americana. Alomar fue incluido en el Salón de la Fama de los Indios de Cleveland en 2009.
También jugó para San Diego Padres, Chicago White Sox, Colorado Rockies, Texas Rangers, Los Angeles Dodgers, and the New York Mets. Es hijo del exjugador de Grandes Ligas Sandy Alomar Sr. y hermano del segunda base y miembro del Salón de la Fama del Béisbol, Roberto Alomar.

## Carrera profesional
Alomar era un receptor muy respetado en la organización de San Diego después de ser nombrado Jugador del Año de las Ligas Menores de Baseball America tanto en 1988 como en 1989, pero fue bloqueado detrás de Benito Santiago en el nivel de las Grandes Ligas. Después de dos breves convocatorias con los Padres, finalmente tuvo la oportunidad de un trabajo diario después de ser cambiado a Cleveland después de la temporada de 1989 junto con Carlos Baerga y Chris James, a cambio del poderoso bateador Joe Carter. Una vez en Cleveland, estableció su reputación como un hábil jugador defensivo al convertirse en el primer receptor novato en comenzar un Juego de Estrellas y ganar los honores de Novato del Año y el premio Guante de Oro. Se convirtió en el tercer receptor en la historia de las Grandes Ligas en ganar un Guante de Oro en su temporada de novato , uniéndose a Johnny Bench y Carlton Fisk.

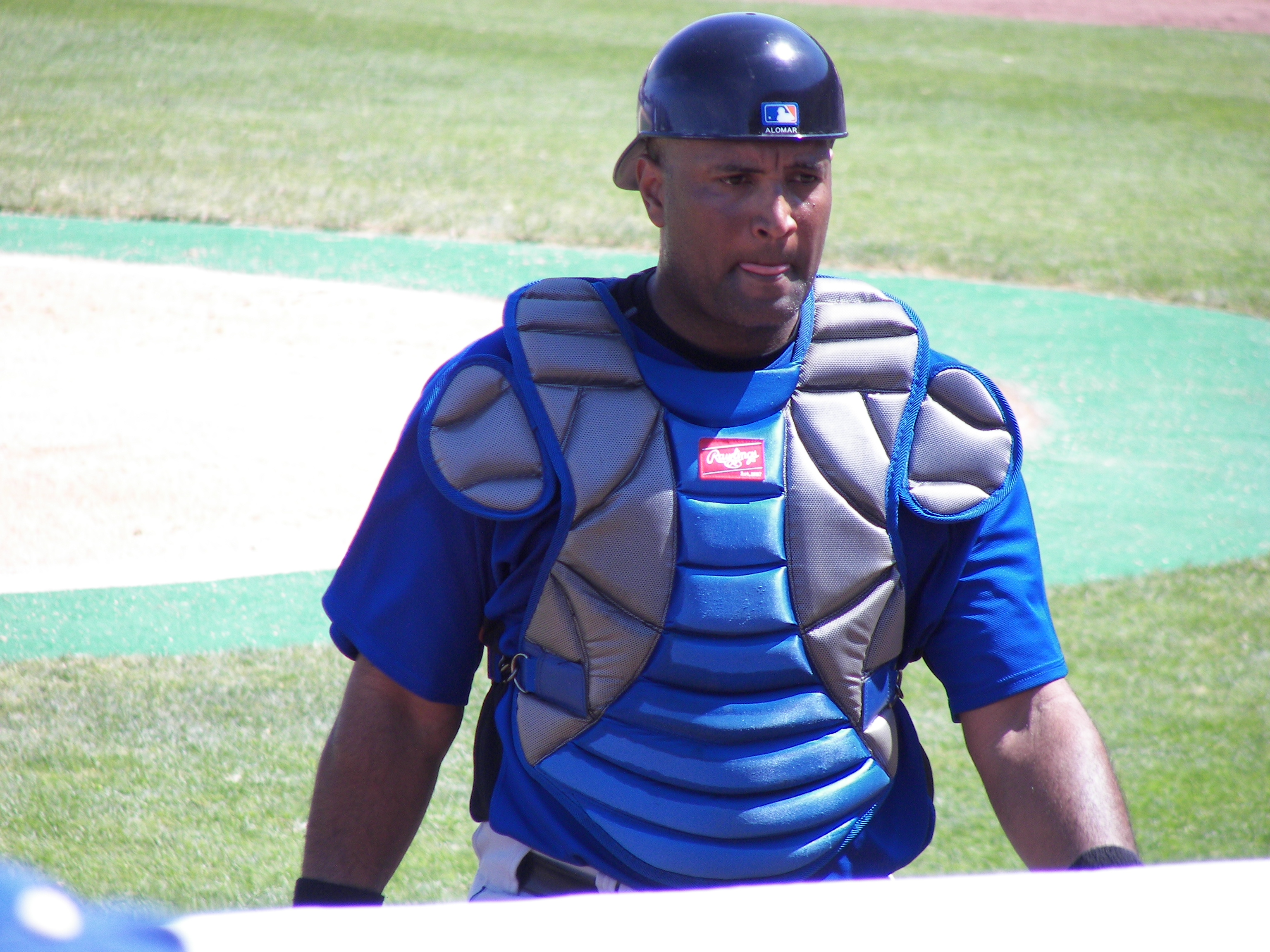
Alomar during his tenure with the New York Mets in 2007.

Alomar fue seleccionado como All-Star en 1991 y 1992. Sin embargo, su temporada de 1991 se perdió en gran parte debido a lesiones, y terminó el año sin jonrones y solo siete carreras impulsadas en 199 turnos al bate. Durante los siguientes años, Alomar sufrió varias lesiones y no logró alcanzar su potencial. Regresó fuerte en la primera mitad de 1996 para formar su cuarto equipo All-Star, pero luego se desvaneció en la segunda mitad.
En 1997, todo finalmente se juntó para Alomar. Bateó .324 y fue el Jugador Más Valioso del Juego de Estrellas en el estadio de su casa (Jacobs Field), conectando un jonrón de dos carreras decisivo frente a Shawn Estes a las gradas del jardín izquierdo en la parte baja de la séptima entrada de una Victoria por 3-1 en la Liga Americana; Fue el primer jugador en pegar un jonrón en el Juego de Estrellas en su estadio local desde Hank Aaron en 1972 . También armó una racha de hits de 30 juegos (uno menos que el récord de los Indios de Nap Lajoie y cuatro menos que el récord de receptores de su excompañero Benito Santiago), y ayudó a llevar a Cleveland a su tercera aparición consecutiva en postemporada. En la Serie Divisional contra los Yankees de Nueva York, Alomar bateó .316 con dos jonrones, incluido un tiro que empató el juego ante Mariano Rivera en la octava entrada del Juego 4. Aunque fue menos efectivo contra los Orioles de Baltimore en la Serie de Campeonato de la Liga Americana, todavía proporcionó un hit para ganar el juego en la novena entrada del Juego 4. Los Indios perdieron la Serie Mundial ante los Florida Marlins, pero no gracias a Alomar, quien bateó .367 con dos jonrones.
Aunque Alomar fue seleccionado para su sexto equipo All-Star en 1998, tuvo una temporada mediocre en general y luego volvió a tener problemas de lesiones en 1999. Dejó a los Indios como agente libre después de la temporada 2000 y jugó un papel limitado con la Medias Blancas de Chicago, Rockies de Colorado, Rangers de Texas, Dodgers de Los Ángeles y Mets de Nueva York. El 1 de agosto de 2009, los indios incorporaron a Alomar al Salón de la Fama de la organización.

## Carrera como entrenador
El 15 de febrero de 2008, Alomar fue nombrado instructor de recepción de la organización de los Mets de Nueva York. Pasó las temporadas 2008 y 2009 en ese papel.
Alomar fue contratado en noviembre de 2009 como entrenador de primera base en el personal del mánager Manny Acta de los Indios de Cleveland.
Durante la temporada baja de 2010, se rumoreaba que Alomar era uno de los cuatro finalistas, junto con Brian Butterfield, DeMarlo Hale y John Farrell, para el puesto directivo de los Toronto Blue Jays.
Durante el final de la temporada 2011, se rumoreaba que Alomar estaba en la lista corta de candidatos para los puestos gerenciales vacantes de los Cachorros de Chicago y los Medias Rojas de Boston. El 28 de septiembre de 2011, Alomar fue promovido por los Indios al puesto de entrenador de banca para la temporada 2012. El 27 de septiembre de 2012, los Indios lo ascendieron a gerente interino luego de despedir a Acta. Terminó su reinado interino con un récord de tres victorias y tres derrotas. El 6 de octubre de 2012, los Indios anunciaron que el club había contratado a Terry Francona para asumir el cargo de gerente.
El 31 de octubre de 2012, los Indios de Cleveland anunciaron que Alomar volvería como entrenador de banco para la temporada 2013 con Francona. Alomar fue reemplazado por Brad Mills como entrenador de banca y ahora es su entrenador de primera base.
El 2 de agosto de 2020, el gerente de los Indios, Terry Francona, dejó el equipo debido a problemas gastrointestinales y Alomar se desempeñó como gerente interino hasta que Francona regresó el 9 de agosto. Francona dejó el equipo nuevamente el 18 de agosto para someterse a una cirugía y Alomar se desempeñó como gerente interino del resto de la temporada.  En 46 juegos con Alomar actuando como entrenador, los Indios terminaron 28-18 (.609). Los Indios fueron barridos por los Yankees de Nueva York en la Serie de Comodines.